# بافيل ليونيدوفيتش دريموف
بافيل ليونيدوفيتش دريموف (علامة النداء - «داد»؛ 22 نوفمبر 1976، كادييفكا بمنطقة فوروشيلوفغراد في جمهورية أوكرانيا الاشتراكية السوفيتية في اتحاد الجمهوريات الاشتراكية السوفياتية - 12 ديسمبر 2015 ، بيرفوميسك، جمهورية لوغانسك الشعبية) - كان القائد العسكري لجمهورية لوغانسك الشعبية وزعيم القوزاق في جيش الدون العظيم. هو كذلك أحد قادة الحرس القوزاق الوطني وقائد فوج البنادق الآلية السادس القوزاقي المنفصل الذي يحمل اسم M.I. بلاتوف من الشرطة الشعبية في جمهورية لوغانسك الشعبية (المكون من 1176 مقاتل).
لقد كان قائدًا لميليشا الحاميات في سفرودونتسك وستاخانوف. وفي جمهورية لوغانسك الشعبية، كان يعتبر «القائد الأسطوري».
نسبت إليه محاولات إنشاء «جمهورية ستاخانوف القوزاقية».

## السيرة الشخصية
ولد في مدينة ستاخانوف، في مقاطعة بوريسوفكا الصغيرة.
من كلماته، فقد شارك في الحرب الشيشانية الثانية. لقد خدم في الجيش الأوكراني برتبة رقيب أول (1994-1996). قبل النزاع في شرق أوكرانيا كان يعمل في صناعة الطوب. كان ناشطًا في إحدى منظمات القوزاق المحلية.
في أبريل 2014 شارك في الهجوم على لوغانسك SBU، ثم في مايو أصبح أحد ميليشيا قادة الدفاع عن النفس القوزاقية في ستاخانوف. لقد ترأس حامية سفرودونتسك. وفي يونيو عام 2014، احتلت مفارز دريموف وموزجوفوي «المثلث» الشهير: ليسينسك - سفرودونتسك - روبيجني وأعلنا الخضوع المباشر ليس لسلطات جمهورية لوغانسك الشعبية، ولكن لقائد ميليشيا شعب دونباس إيغور ستريلكوف.
كان قائد الجبهة المركزية للحرس الوطني القوزاقي واللواء في حرس القوزاق الوطني لجيش الدون العظيم. قاد فوج البنادق الآلية القوزاق الأول المسمى باسم أتامان بلاتوف من فوج KNG VVD، والذي تم تحويله في ربيع عام 2015 إلى فوج البنادق الآلية القوزاقي السادس المنفصل الذي سمي على اسم أتامان بلاتوف من ميليشيا شعب جمهورية لوغانسك الشعبية، وحصل على رتبة عقيد النائب.
في نهاية ديسمبر 2014، حصلت رسالة فيديو من دريموف على شعبية كبيرة على الشبكة، حيث قام، مستخدمًا ألفاظًا نابية، بتقييمه النقدي الشديد لقيادة جمهورية لوغانسك الشعبية برئاسة بلوتنيتسكي. الصحفي أورهان حيداروفيتش جمال أعرب عن رأي مفاده أنه «من حيث التعبير الفني، فإن هذا النداء ليس أقل شأنا من رسالة القوزاق الشهيرة إلى السلطان التركي». اتهم دريموف سلطات جمهورية لوغانسك الشعبية بالتعاون مع نظام كييف، وسرقة المساعدات الإنسانية الروسية، وهدد إيغور بلوتنيتسكي ب«محرك أقراص محمول مع أدلة مساومة».
في فبراير 2015، تم إدراجه في القائمة السوداء من قبل الاتحاد الأوروبي.
ووفقًا لوجهات النظر السياسية، فقد كان مؤيدًا لتأميم الملكية الكبيرة، داعيًا إلى «ملكية عادلة اجتماعيًا»، متعاطفًا مع القوميين الروس.

### الموت
في 5 ديسمبر 2015، تزوج دروموف من مواطنة روسية في سانت بطرسبرغ، وفي 12 ديسمبر كان سيحتفل بزفاف في ستاخانوف. في اليوم نفسه، قُتل في حادث سيارة قاد من ستخانوف إلى بيرفوميسك. لقد توفي دروموف على الفور، وأخرج سائقه موجة متفجرة من السيارة، وفي وقت لاحق مات أيضًا دون الوصول إلى المستشفى. أحد قادة جمهورية لوغانسك الشعبية اتهم مجموعة تخريب أوكرانية بهذا. يعتقد أرتيم شيفتشينكو، مدير إدارة الاتصالات بوزارة الشؤون الداخلية في أوكرانيا، أن «وفاة دريموف، في الواقع، والقادة السابقين للانفصاليين»(بيدنوف، وإشتيشينكو، وموزجوفي) قد يكون نتيجة خلافات بين قادة القوزاق غير المنضبطين وأبناء عمومتهم [الروس].

## الجوائز
- النجمة الذهبية «بطل شعب القوزاق»؛
- وسام الشجاعة (جمهورية لوغانسك الشعبية)؛[4][8][27]
- وسام الدرجة الثانية من فالور (جمهورية لوغانسك الشعبية).

## الذكرى
في عيد ميلاده، 23 نوفمبر 2017، تم الكشف عن نصب تذكاري لبافيل دريموف في ستاخانوف. في النصب التذكاري في 12 ديسمبر، أي في الذكرى الثانية لمقتله، وقعت أحداث الحداد.
في 23 مايو 2018 أصدر بريد جمهورية لوغانسك الشعبية مجموعة من الطوابع البريدية له.

## المؤلفات
- Ахмедова М. (30.12.2014). "Атаман Дрёмов между смехом и страхом" (ط. Эксперт). {{استشهاد بدورية محكمة}}: الاستشهاد بدورية محكمة يطلب |دورية محكمة= (مساعدة) وتحقق من التاريخ في: |year= و|date= (مساعدة)صيانة الاستشهاد: التاريخ والسنة (link)
- Митрохин Н. А. (2015). "Украинский конфликт в 2014 году: хроника кровавой реконструкции" (ط. Неприкосновенный запас) ع. 1(99). {{استشهاد بدورية محكمة}}: الاستشهاد بدورية محكمة يطلب |دورية محكمة= (مساعدة)صيانة الاستشهاد: التاريخ والسنة (link)
- Шматкова А. (16.04.2016). "Татьяна Дрёмова: «Очень хочется, чтобы Пашу помнили как можно дольше»" (ط. Комментарии Луганск). {{استشهاد بدورية محكمة}}: الاستشهاد بدورية محكمة يطلب |دورية محكمة= (مساعدة) وتحقق من التاريخ في: |year= و|date= (مساعدة)صيانة الاستشهاد: التاريخ والسنة (link)